# La Latina (métro de Madrid)
La Latina est une station de la ligne 5 du métro de Madrid, en Espagne.

## Situation
La station est située entre Ópera au nord, en direction de Alameda de Osuna et Puerta de Toledo au sud-ouest, en direction de Casa de Campo.
Elle est établie sous la rue de Tolède et la place de la Cebada (« place de l'orge »), dans le quartier de La Latina, de l'arrondissement du Centre. Elle comprend deux voies en courbe et deux quais latéraux.

## Dénomination
La station porte le nom de Beatriz Galindo (c. 1465-1535), dite la Latina, femme de lettres et humaniste.

## Historique
La station est ouverte le 5 juin 1968, lors de la mise en service de la première section de la ligne 5 entre Callao et Carabanchel.

## Service des voyageurs

### Accueil
La station possède trois accès équipés d'escaliers et d'escaliers mécaniques, mais sans ascenseur.

### Intermodalité
La station est en correspondance avec les lignes d'autobus n°17, 18, 23, 35, 60 et N26 du réseau EMT.